# Audi Q6
Audi Q6 – samochód osobowy typu SUV klasy luksusowej produkowany pod niemiecką marką Audi od 2022 roku.

## Historia i opis modelu

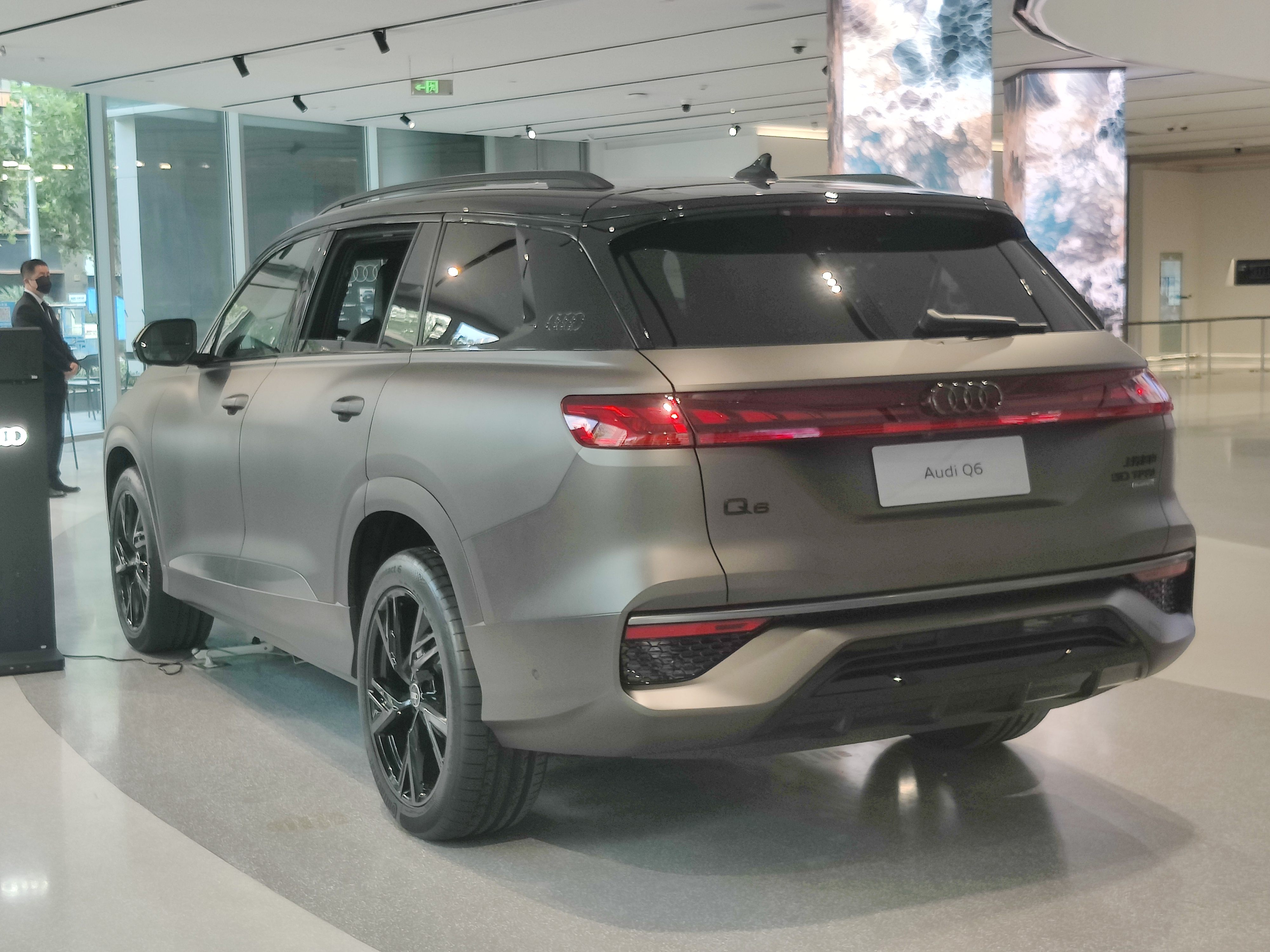
Audi Q6 - tył

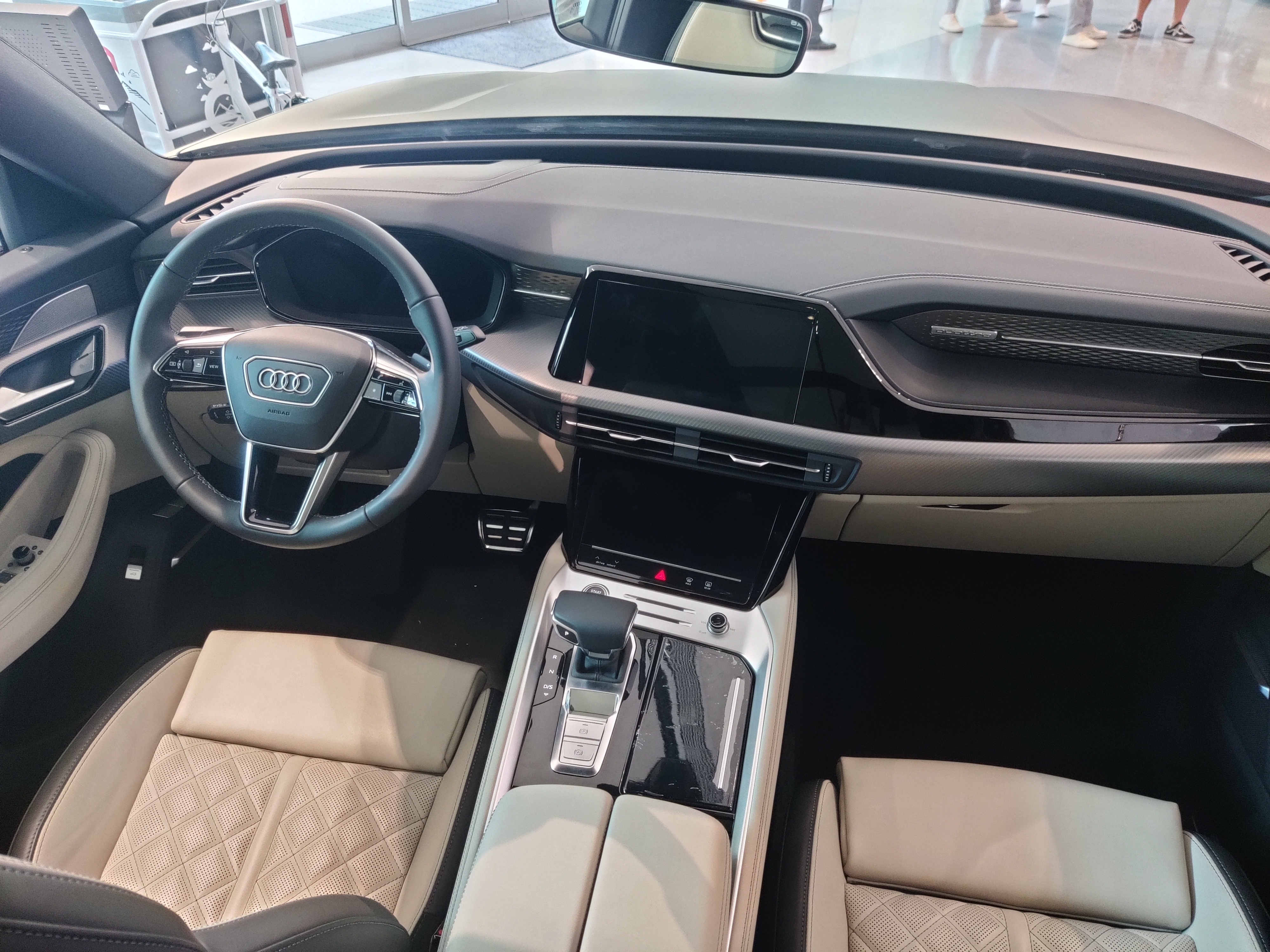
Audi Q6 - kokpit

W lipcu 2022 SAIC Volkswagen, joint-venture odpowiadające za część oferty marek koncernu Volkswagena na rynku chińskim, przedstawiło trzeci model Audi opracowany przez siebie specjalnie dla tego regionu po Q5 e-tron i A7L. Audi Q6 powstało jako bliźniaczy odpowiednik Volkswagena Teramonta, dzieląc z nim płytę podłogową MQB i podobnie masywne proporcje. Pas przedni przyozdobnił obszerny, sześcioramienny wlot powietrza, a także wysoko osadzone reflektory połączone blendą świetlną. Szpiczasty, podłużny tył zwieńczył pas świetlny zintegrowany z logo producenta, a dodatkowym akcentem zostało logo Audi umieszczone na słupku D. Pomimo niższej litery porządkowej, Audi Q6 zyskało wyraźnie dłuższe nadwozie od modelu Q7.
Charakterystyczną cechą kabiny pasażerskiej został układ 6 lub 7 foteli znajdujących się w trzech rzędach. Ponadto, luksusowo zaaranżowany kokpit, przyozdobił zestaw trzech wyświetlaczy. Przed kierowcą umieszczono cyfrowe zegary o przekątnej 12,3 cali, centralnie znalazł się ekran dotykowy systemu multimedialnego MMI o przekątnej 10,1 cala, a dodatkowo przed pasażerem umieszczono jeszcze jeden, 8,6-calowy ekran. Pojazd wyposażono też w zestaw nastrojowego oświetlenia i 14-głośnikowy zestaw nagłośnieniowy Bang&Olufsen.
Do napędu Audi Q6 wykorzystana została gama dwóch jednostek benzynowych, w obu przypadkach przenosząc moc wyłącznie na obie osie poprzez napęd Quattro i przy udziale automatycznej, dwusprzęgłowej skrzyni biegów z 7 przełożeniami. Podstawowy, czterocylindrowy dwulitrowy silnik rozwinął moc 262 KM i 400 Nm, a topowy, sześciocylindrowy o pojemności 2,5 litra - 295 KM i 500 Nm maksymalnego momentu obrotowego.

### Sprzedaż
Audi Q6 zostało zbudowane specjalnie z myślą o rynku chińskim w ramach polityki rozbudowy lokalnego portfolio, bez planów eksportu na rynki zagraniczne. Produkcja samochodu rozpoczęła się tuż po debiucie, w drugiej połowie 2022 roku w chińskich zakładach SAIC Volkswagen w Ningbo, z najtańszy egzemplarz wyceniony został wówczas na 500 tysięcy juanów.

### Silniki
- R4 2.0l TFSI 231 KM (40 TFSI)
- R4 2.0l TFSI 265 KM (45 TFSI)
- VR6 2.5l TFSI 300 KM (50 TFSI)